# John Minton (pittore)
Francis John Minton (Great Shelford, 25 dicembre 1917 – Chelsea, 20 gennaio 1957) è stato un pittore e illustratore inglese, tra i maggiori esponenti del neoromanticismo britannico.

## Biografia

### Gioventù e formazione
Minton nacque a Great Shelford, nel Cambridgeshire, ed era il secondo di tre fratelli. Suo padre era l'avvocato Francis Minton e sua madre Kate, nata Webb. Dal 1925 al 1932 Francis Minton studiò nella Northcliff House di Bognor Regis, nel Sussex. Dal 1932 al 1935 frequentò l'accademia di Reading. Dal 1935 al 1938, mentre studiava presso la scuola d'arte di St John's Wood, si fece influenzare dal compagno di studi Michael Ayrton, che lo fece appassionare alle opere dei pittori neoromantici francesi. In seguito, trascorse otto mesi a studiare in Francia, ove era spesso in compagnia di Ayrton, per poi tornare in madrepatria quando scoppiò la seconda guerra mondiale.

### Carriera
Sebbene, nell'ottobre del 1939, Minton si fosse rifiutato di ottemperare agli obblighi militari, nel 1941 decise di unirsi al corpo militare britannico dei Pioneer Corps. Fu arruolato nella fanteria leggera dell'Oxfordshire e del Buckinghamshire nel 1943, ma venne congedato per motivi medici nello stesso anno. Mentre faceva parte dell'esercito, Minton aiutò Ayrton a disegnare i costumi e le scenografie del Macbeth, a cui prese parte John Gielgud nel 1942. A differenza di ciò che accade nell'opera shakespeariana, ambientata nell'undicesimo secolo, quella rivisitazione è storicamente collocata durante l'"età dei messali miniati". All'epoca, il Manchester Guardian riportò che quello spettacolo teatrale  "merita di essere ricordato a lungo". Sempre nel 1942, Minton e Ayrton organizzarono una mostra congiunta presso le Leicester Galleries di Londra.
Dal 1943 al 1946 Minton insegnò illustrazione al Camberwell College of Arts e dal 1946 al 1948 fu docente di disegno e illustrazione presso la Central School of Art and Design. Nel frattempo continuò a disegnare e dipingere condividendo uno studio per alcuni anni con Robert Colquhoun e Robert MacBryde, e successivamente con Keith Vaughan. Minton tenne sette mostre personali alla Lefevre Gallery tra il 1945 e il 1956; dal 1949 fino al 1956 lavorò come tutor presso il Royal College of Art. Minton fece da modello a Lucian Freud in un suo dipinto del 1952 e appare in una serie di autoritratti. Negli anni quaranta, l'artista inglese, Freud e l'allievo di quest'ultimo Adrian Ryan furono coinvolti in un triangolo amoroso omosessuale. Secondo alcuni, Minton e l'editore John Lehmann avevano un qualche legame sentimentale dal momento che erano omosessuali ed erano soliti frequentarsi. Tuttavia la cosa è ritenuta improbabile dal biografo Artemis Cooper. Minton era particolarmente rispettato dalla conservatrice Royal Academy che dal modernista London Group.

### Morte
Minton soffriva di una depressione che lo portava ad avere forti sbalzi d'umore e ad avere problemi di alcolismo. Nel 1957 prese un'overdose di sonniferi per togliersi la vita mentre si trovava nella sua casa presso 9 Apollo Place, a Chelsea, a Londra, e morì mentre si recava al St Stephen's Hospital, a Chelsea. Aveva accumulato un patrimonio del valore di 13.518 sterline.

## Stile e tecnica
Artista molto eclettico, John Minton era una delle maggiori figure del neo-romanticismo degli anni trenta e quaranta. Il suo stile trae ispirazione da artisti romantici come Samuel Palmer e William Blake e a correnti quali l'espressionismo, il surrealismo e l'astrattismo, quest'ultima una tendenza da cui decise di affrancarsi negli ultimi anni di vita. Secondo quanto riporta Michael Middleton nel Oxford Dictionary of National Biography, Minton avrebbe "esteso e arricchito la tradizione grafica inglese. In tutta la sua variegata produzione, tuttavia, si può percepire un'elegiaca consapevolezza dell'evanescenza della bellezza fisica che è del tutto personale. (...) Agli occhi degli storici, lui (Minton) va ricordato come un potente simbolo del suo tempo."
Tra i soggetti prediletti vi sono i ritratti, paesaggi rurali o urbani degradati del Regno Unito o scene ambientate nelle Indie occidentali, in Spagna e in Marocco. Il Times riportò che "sebbene fossero apparentemente ambientati in Spagna e Giamaica, i paesaggi di Minton guardavano indietro a Samuel Palmer per il loro umore. Erano densamente modellati e lussureggianti di colori, ed era sempre la pienezza e la ricchezza della scena che attirava il suo sguardo e che dipinse con così tanto piacere".
Inizialmente, l'artista prediligeva i colori cupi. Nel 1942, riferendosi alla mostra organizzata da Minton con l'amico Ayrton, il Times asserì che "Minton denota un realismo nebuloso e cupo oltre che una forte emotività che si esprime attraverso una tavolozza di colori scuri. Ciò è evidente tanto nel suo curioso ed efficace autoritratto quanto nelle sue tele in cui sono rappresentati strade ed edifici bombardati". Un esempio di opera di questa fase è Landscape at Les Baux del 1939, esposta nella Tate Gallery di Londra.
Oltre alle tele di piccolo e medio formato, Minton creò delle opere gigantesche, come quelle esposte al Festival of Britain, tenuto presso la Dome of Discovery, due "scenografie" realizzate per il Royal College of Art e un dipinto raffigurante dei soldati romani che tagliano in più parti la veste di Gesù. Quest'ultimo venne definita "uno dei dipinti più elaborati e seri con un tema religioso prodotti dopo la guerra" dal Manchester Guardian.
Oltre alle tele, Minton realizzò opere su tessuti e carta da parati, poster, come quelli commissionatigli dalla London Transport e gli Ealing Studios, e collage. Dopo la sua morte divenne famoso soprattutto per le sue illustrazioni. John Lehmann commissionò a Minton molte immagini per i libri da lui pubblicati, tra cui A Book of Mediterranean Food e French Country Cooking di Elizabeth David, Time Was Away: a Notebook in Corsica di Alan Ross e L'isola del tesoro di Robert Louis Stevenson. Minton produsse anche delle sovraccoperte per gli editori Michael Jocseph, Secker & Warburg e Rupert Hart-Davis.